# Pyremos
Pyremos (altgriechisch Πύρεμος Pýremos) war laut Hyginus Mythographus in der griechischen Mythologie der Vater des Argonauten Asterion.
Der Sohn stammte aus der Verbindung mit Antigone, der Tochter des Köngs Pheres von Iolkos in Thessalien. Apollonios von Rhodos gibt hingegen Kometes als Vater des Asterion an.